# Audacity
Audacity este un editor audio gratuit de tip open source și o aplicație pentru realizarea de înregistrări, disponibil pentru Windows, OS X, Linux și alte sisteme de operare.  Proiectul Audacity a fost pornit în 1999 de Dominic Mazzoni and Roger Dannenberg la Universitatea Carnegie Mellon și lansat în 28 mai 2000 ca versiunea 0.8.
În 10 octombrie 2011 a fost cel mai popular al 11-lea download de pe SourceForge, cu 76.5 million downloads. Audacity a câștigat Premiul Community Choice în 2007 și 2009 pe SourceForge  pentru Cel mai Bun Proiect Multimedia. În Martie 2015 găzduirea a fost mutată pe  FossHub și la 4 iulie 2015 a trecut de 10 milioane de descărcări de pe această platformă.
Este, încă, în dezvoltare activă, ultima versiune 2.1.2, a fost anunțată la 20 ianuarie 2016.

## Caracteristici și funcționalități
Pe lângă posibilitatea de a înregistra din surse multiple, Audacity poate fi utilizat pentru post-procesarea tuturor tipurilor de semnal audio, inclusiv pentru podcast-uri prin adăugarea de efecte precum: normalizarea, trimming, și fading (in and out). Audacity a fost deja utilizat pentru înregistrarea și editarea unor întregi albume de către muzicieni consacrați 
Funcționalități:
- Importul și exportul fișierelor de tip WAV, AIFF, MP3 (cu ajutorul codecului LAME, downloadat separat), Ogg Vorbis, și toate formatele de fișier suportate de colecția libsndfile. Versiunea 1.3.2 sau mai recente suportă Free Lossless Audio Codec (FLAC).[16] Versiunea 1.3.6 sau cele mai recente suportă de asemenea formate adiționale precum: WMA, AAC, AMR and AC3 via the optional FFmpeg library.[17]
- Înregistrarea și redarea sunetelor[18]
- Derularea rapidă (Version 2.1.1 and later)[19]
- Editarea decuparea, copierea și lipirea, cu un număr nelimitat de operații de anulare[20]
- Conversia de pe benzi magnetice în track-uri digitale [21]
- Mixare multitrack [22]
- O gamă largă de efecte digitale și extensii de tip plug-in.[23] Efectele adiționale pot fi scrise în Nyquist, un dialect Lisp.[24]
- Editarea amplitudinii semnalului[25]
- Reducerea zgomotului bazată pe analizarea eșantioanelor de zgomot.[26]
- Crearea de negatice pentru spectacole de tip karaoke. [27]
- Analiza spectrului folosind algoritmul de transformare Fourier [28][29]
- Suport multi-canal pentru o rată de eșantionare de până la 96 kHz cu 32 bits pe eșantion[30]
- Ajustare precisă a vitezei (tempo-ului) cu menținerea ritmului pentru o bună sincronizare cu semnalul video sau pentru a rula o durată predeterminată de timp[31]
- Ajustarea ritmului cu menținerea vitezei[32]
- Facilități comune software-lor moderne multicanal, inclusiv controale de navigare, zoom, editare monocanal, panou proiect, procesare non-destructivă sau destructivă a efectelor, manipularea fișierelor audio (cut, copy, paste)
- Operare Cross-platformă— Audacity funcționează sub Windows, Mac OS X, sau sisteme Unix-like (inclusiv Linux și BSD)[33]

## Receptare
Datorită faptului că Audacity este o aplicație gratuită ea a devenit foarte populară în mediul educțional, încurajând dezvoltatorii să creeze o interfață prietenoasă pentru studenți și profesori.